# All Around the World (Lisa Stansfield)
All Around the World è un singolo della cantante britannica Lisa Stansfield, pubblicato il 16 ottobre 1989 come secondo estratto dal primo album in studio Affection.
Inizialmente pubblicato in Europa, il 15 gennaio 1990 è stato pubblicato negli Stati Uniti ed il 7 febbraio successivo in Giappone.

## Altre versioni
- Nel 1992 il singolo è nuovamente registrato e pubblicato in duetto con il cantante statunitense Barry White.
- Nel 2003 esce la versione remix intitolata All Around the World (Norty Cotto Mixes).
- Nel 2014 esce un'ulteriore versione remix.

## Video musicale
- Nel videoclip originale si vede cantare la Stansfield da sola.
- Nella versione del 1992 compare anche Barry White, col quale la Stansfield duetta all'interno di una sala con tanti tavoli.

## Altri usi
- Sean Combs ha campionato il brano nel singolo Been Around the World del 1997.
- Aaliyah ha campionato il brano nel singolo Where Could He Be?.

## Classifiche

### Classifiche settimanali
| Classifica (1989/90)             | Posizione massima |
| -------------------------------- | ----------------- |
| Australia                        | 9                 |
| Austria                          | 1                 |
| Belgio (Fiandre)                 | 1                 |
| Canada                           | 3                 |
| Europa                           | 4                 |
| Finlandia                        | 6                 |
| Francia                          | 24                |
| Germania                         | 2                 |
| Grecia                           | 1                 |
| Irlanda                          | 3                 |
| Italia                           | 3                 |
| Norvegia                         | 1                 |
| Nuova Zelanda                    | 10                |
| Paesi Bassi                      | 1                 |
| Regno Unito                      | 1                 |
| Spagna                           | 1                 |
| Stati Uniti                      | 3                 |
| Stati Uniti (adult contemporary) | 7                 |
| Stati Uniti (dance club)         | 1                 |
| Stati Uniti (dance/electronic)   | 1                 |
| Stati Uniti (R&B)                | 1                 |
| Svezia                           | 4                 |
| Svizzera                         | 3                 |

### Classifiche di fine anno
| Classifica (1989) | Posizione |
| ----------------- | --------- |
| Regno Unito       | 12        |
| Classifica (1990) | Posizione |
| Austria           | 20        |
| Belgio (Fiandre)  | 38        |
| Canada            | 21        |
| Germania          | 13        |
| Italia            | 25        |
| Spagna            | 16        |
| Stati Uniti       | 21        |
| Svizzera          | 19        |